# Acacia leptosperma
Acacia leptosperma é uma espécie de leguminosa do gênero Acacia, pertencente à família Fabaceae.